# 2011-es Teen Choice Awards
A 2011-es Teen Choice Awards a 2010 -es év legjobb filmes, televíziós és zenés alakításait értékelte. A díjátadót 2011. augusztus 7-én tartották a Los Angeles-i Gibson Amphitheatreben, a házigazda Kaley Cuoco volt. A ceremóniát a Fox televízióadó közvetítette élőben, a 2007-es gála óta először.

## Győztesek és jelöltek

### Filmek
Forrás:
| Legjobb akciófilm | Legjobb színész akciófilmben |
| --- | --- |
| - Halálos iramban: Ötödik sebesség - Rohanás - Scott Pilgrim a világ ellen - Az utazó - Száguldó bomba | - Johnny Depp – Az utazó - Michael Cera – Scott Pilgrim a világ ellen - Vin Diesel – Halálos iramban: Ötödik sebesség - Dwayne Johnson – Halálos iramban: Ötödik sebesség - Paul Walker – Halálos iramban: Ötödik sebesség                                                                                  |
| Legjobb színésznő akciófilmben | Legjobb sci-Fi/fantasy |
| - Angelina Jolie – Az utazó - Jordana Brewster – Halálos iramban: Ötödik sebesség - Rosario Dawson – Száguldó bomba - Carla Gugino – Rohanás - Mary Elizabeth Winstead – Scott Pilgrim a világ ellen | - Harry Potter és a Halál ereklyéi 1. - A Karib-tenger kalózai: Ismeretlen vizeken - Super 8 - Alkonyat – Napfogyatkozás - X-Men: Az elsők |
| Legjobb színész sci-fiben/fantasyben | Legjobb színésznő sci-fiben/fantasyben |
| - Taylor Lautner – Alkonyat – Napfogyatkozás - Johnny Depp – A Karib-tenger kalózai: Ismeretlen vizeken - Robert Pattinson – Alkonyat – Napfogyatkozás - Daniel Radcliffe – Harry Potter és a Halál ereklyéi 1. - Ryan Reynolds – Zöld Lámpás | - Emma Watson – Harry Potter és a Halál ereklyéi 1. - Penélope Cruz – A Karib-tenger kalózai: Ismeretlen vizeken - Elle Fanning – Super 8 - Blake Lively – Zöld Lámpás - Kristen Stewart – Alkonyat – Napfogyatkozás                                                                                        |
| Legjobb filmdráma | Legjobb színész filmdrámában |
| - Fekete hattyú - Reflektorfény - A szobatárs - Életem a szörf - Vizet az elefántnak | - Robert Pattinson – Vizet az elefántnak - Bradley Cooper – Csúcshatás - Jesse Eisenberg – Social Network – A közösségi háló - Garrett Hedlund – Reflektorfény - Shia LaBeouf – Tőzsdecápák – A pénz nem alszik                                                                                             |
| Legjobb színésznő filmdrámában | Legjobb romantikus vígjáték |
| - Natalie Portman – Fekete hattyú - Minka Kelly – A szobatárs - Leighton Meester – Reflektorfény - AnnaSophia Robb – Életem a szörf - Reese Witherspoon – Vizet az elefántnak | - Könnyű nőcske - Kellékfeleség - Ilyen az élet - Csak szexre kellesz - Szerelem kölcsönbe |
| Legjobb színész romantikus vígjátékban | Legjobb színésznő romantikus vígjátékban |
| - Ashton Kutcher – Csak szexre kellesz - Penn Badgley – Könnyű nőcske - Josh Duhamel – Ilyen az élet - John Krasinski – Szerelem kölcsönbe - Adam Sandler – Kellékfeleség | - Emma Stone – Könnyű nőcske - Jennifer Aniston – Kellékfeleség - Ginnifer Goodwin – Szerelem kölcsönbe - Natalie Portman – Csak szexre kellesz - Emma Roberts – Rokonlelkek |
| Legjobb vígjáték | Legjobb színész vígjátékban |
| - Rossz tanár - Koszorúslányok - Terhes társaság - Utódomra ütök - Pancser Police | - Justin Timberlake – Rossz tanár - Russell Brand – Arthur, a legjobb parti - Will Ferrell – Pancser Police - Zach Galifianakis – Terhes társaság és Másnaposok 2. - Ed Helms – Másnaposok 2. |
| Legjobb színésznő vígjátékban | Legjobb horrorfilm |
| - Cameron Diaz – Rossz tanár - Anna Faris – Szédületes éjszaka - Eva Mendes – Pancser Police - Maya Rudolph – Koszorúslányok - Kristen Wiig – Koszorúslányok | - Újabb parajelenségek - Engedj be! - Piranha 3D - Fűrész 3D - Sikoly 4. |
| Legjobb szinkronhang | Legjobb gonosz |
| - Johnny Depp (Rango, Rango) - Jack Black (Po, Kung Fu Panda 2.) - Anne Hathaway (Csili, Rio) - Zachary Levi (Flynn Rider, Aranyhaj és a nagy gubanc) - Justin Timberlake (Bubu, Maci Laci) | - Tom Felton – Harry Potter és a Halál ereklyéi 1. - Kevin Bacon – X-Men: Az elsők - Bryce Dallas Howard – Alkonyat – Napfogyatkozás - Ian McShane – A Karib-tenger kalózai: Ismeretlen vizeken - Leighton Meester – A szobatárs                                                                            |
| Legjobb férfi jelenetlopó | Legjobb női jelenetlopó |
| - Kellan Lutz – Alkonyat – Napfogyatkozás - Andrew Garfield – Social Network – A közösségi háló - Riley Griffiths – Super 8 - Ken Jeong – Másnaposok 2. - Justin Timberlake – Social Network – A közösségi háló | - Ashley Greene – Alkonyat – Napfogyatkozás - Crystal the Monkey – Másnaposok 2. - Mila Kunis – Fekete hattyű - Melissa McCarthy – Koszorúslányok - Aly Michalka – Könnyű nőcske és A szobatárs |
| Legjobb áttörő alakítást nyújtó színész | Legjobb áttörő alakítást nyújtó színésznő |
| - Alex Pettyfer – A negyedik és Csúf szerelem - Joel Courtney – Super 8 - Armie Hammer – Social Network – A közösségi háló - Chris Hemsworth – Thor - Xavier Samuel – Alkonyat – Napfogyatkozás | - Brooklyn Decker – Kellékfeleség - Zoë Kravitz – X-Men: Az elsők - Jennifer Lawrence – X-Men: Az elsők - Hailee Steinfeld – A félszemű - Olivia Wilde – Tron: Örökség |
| Legjobb kémia filmben | Legjobb csók |
| - Adam Sandler és Jennifer Aniston – Kellékfeleség - Gabriel Basso, Joel Courtney, Elle Fanning, Riley Griffiths, Ryan Lee és Zach Mills – Super 8 - Bradley Cooper, Ed Helms és Zach Galifianakis – Másnaposok 2. - Will Ferrell és Mark Wahlberg – Pancser Police - Lucas Till, Jennifer Lawrence, Nicholas Hoult, Zoë Kravitz, Caleb Landry Jones és Edi Gathegi – X-Men: Az elsők | - Daniel Radcliffe és Emma Watson – Harry Potter és a Halál ereklyéi 1. - Alex Pettyfer és Vanessa Hudgens – Csúf szépség - Natalie Portman és Mila Kunis – Fekete hattyú - Kristen Stewart és Taylor Lautner – Alkonyat – Napfogyatkozás - Kristen Stewart és Robert Pattinson – Alkonyat – Napfogyatkozás |
| Leghisztisebb karakter | Legjobb nyári film |
| - Ed Helms – Másnaposok 2. - Robert Downey Jr. – Terhes társaság - Bruce Greenwood – Super 8 - Mark Wahlberg – Pancser police - Kristen Wiig – Koszorúslányok | - Harry Potter és a Halál ereklyéi 2. - Amerika Kapitány: Az első bosszúálló - Förtelmes főnökök - Csajok Monte-Carlóban - Transformers 3. |
| Legjobb színész nyári filmben | Legjobb színésznő nyári filmben |
| - Daniel Radcliffe – Harry Potter és a Halál ereklyéi 2. - Chris Evans – Amerika Kapitány: Az első bosszúálló - Shia LaBeouf – Transformers 3. - Cory Monteith – Csajok Monte-Carlóban - Justin Timberlake – Barátság extrákkal | - Emma Watson – Harry Potter és a Halál ereklyéi 2. - Rosario Dawson – A gondozoo - Selena Gomez – Csajok Monte-Carlóban - Rosie Huntington-Whiteley – Transformers 3. - Mila Kunis – Barátság extrákkal |

### Televízió
| Legjobb drámasorozat | Legjobb színész drámasorozatban |
| --- | --- |
| - Gossip Girl – A pletykafészek - Dr. Csont - Doktor House - Make It or Break It - Az amerikai tini titkos élete                                                                                         | - Chace Crawford – Gossip Girl – A pletykafészek - Penn Badgley – Gossip Girl – A pletykafészek - David Boreanaz – Dr. Csont - Daren Kagasoff – Az amerikai tini titkos élete - Hugh Laurie – Doktor House |
| Legjobb színésznő drámasorozatban | Legjobb sci-Fi/fantasysorozat |
| - Blake Lively – Gossip Girl – A pletykafészek - Emily Deschanel – Dr. Csont - Josie Loren – Make It or Break It - Olivia Wilde – Doktor House - Shailene Woodley – Az amerikai tini titkos élete        | - Vámpítnaplók - A rejtély - Smallville - Odaát - Teen Wolf – Farkasbőrben |
| Legjobb színész sci-Fi/fantasysorozatban | Legjobb színésznő sci-Fi/fantasysorozatban |
| - Ian Somerhalder – Vámpírnaplók - Joshua Jackson – A rejtély - Jared Padalecki – Odaát - Tom Welling – Smallville - Paul Wesley – Vámpírnaplók                                                          | - Nina Dobrev – Vámpírnaplók - Erica Durance – Smallville - Anna Paquin – True Blood – Inni és élni hagyni - Crystal Reed – Teen Wolf – Farkasbőrben - Anna Torv – A rejtély                               |
| Legjobb akciósorozat | Legjobb színész akciósorozatban |
| - NCIS: Los Angeles - Minden lében négy kanál - Chuck - Hawaii Five-0 - Nikita | - Shane West – Nikita - Jeffrey Donovan – Minden lében négy kanál - Daniel Dae Kim – Hawaii Five-0 - Zachary Levi – Chuck - LL Cool J – NCIS: Los Angeles                                                  |
| Legjobb színésznő akciósorozatban | Legjobb vígjátéksorozat |
| - Linda Hunt – NCIS: Los Angeles - Lyndsy Fonseca – Nikita - Grace Park – Hawaii Five-0 - Maggie Q – Nikita - Yvonne Strahovski – Chuck                                                                  | - Glee – Sztárok leszünk! - Agymenők - iCarly - Modern család - Varázslók a Waverly helyből |
| Legjobb színész vígjátéksorozatban | Legjobb színésznő vígjátéksorozatban |
| - Cory Monteith – Glee – Sztárok leszünk! - Ty Burrell – Modern család - Steve Carell – The Office - John Krasinski – The Office - Jim Parsons – Agymenők                                                | - Selena Gomez – Varázslók a Waverly helyből - Miranda Cosgrove – iCarly - Kaley Cuoco – Agymenők - Miley Cyrus – Hannah Montana - Demi Lovato – Sonny, a sztárjelölt                                      |
| Legjobb rajzfilmsorozat | Legjobb valóságshow |
| - A Simpson család - Amerikai fater - Bob burgerfalodája - A Cleveland-show - Family Guy | - Jersey Shore - Khloé & Lamar - Kourtney and Kim Take New York - The Real World: Las Vegas - Secret Millionaire                                                                                           |
| Legjobb vetélkedő | Legjobb személyiség |
| - American Idol - America's Best Dance Crew - So You Think You Can Dance - The Voice - Wipeout | - Jennifer Lopez – American Idol - Christina Aguilera – The Voice - Tyra Banks – America’s Next Top Model - Adam Levine – The Voice - Ryan Seacrest – American Idol                                        |
| Legjobb tévés főgonosz | Legjobb férfi jelenetlopó |
| - Justin Bieber – CSI: A helyszínelők - Jane Lynch – Glee – Sztárok leszünk! - Seth MacFarlane (Stewie Griffin, Family Guy) - Joseph Morgan – Vámpírnaplók - Ed Westwick – Gossip Girl – A pletykafészek | - Michael Trevino – Vámpírnaplók - Chris Colfer – Glee – Sztárok leszünk! - Rico Rodriguez – Modern család - Mark Salling – Glee – Sztárok leszünk! - Eric Stonestreet – Modern család                     |
| Legjobb női jelenetlopó | Legkiemelkedőbb műsor |
| - Kat Graham – Vámpírnaplók - Dianna Agron – Glee – Sztárok leszünk! - Jennette McCurdy – iCarly - Amber Riley – Glee – Sztárok leszünk! - Sofía Vergara – Modern család                                 | - The Voice - The Hard Times of RJ Berger - The Nine Lives of Chloe King - Nevelésből elégséges - The Walking Dead                                                                                         |
| Legjobb áttörő alakítást nyújtó színész | Legjobb férfi valóságshowszereplő |
| - Darren Criss – Glee – Sztárok leszünk! - Sean Berdy – Elcserélt lányok - Katie Leclerc – Elcserélt lányok - Tyler Posey – Teen Wolf – Farkasbőrben - Skyler Samuels – The Nine Lives of Chloe King     | - Paul "Pauly D" DelVocchio – Jersey Shore - Rob Dyrdek – Rob Dyrdek's Fantasy Factory - Lamar Odom – Khloé & Lamar - Michael "The Situation" Sorrentino – Jersey Shore - Brad Womack – The Bachelor       |
| Legjobb női valóságshowszereplő | Legjobb nyári sorozat |
| - The Kardashians – Keeping Up with the Kardashians - Laurieann Gibson – The Dance Scene - Chelsea Handler – After Lately - Audrina Patridge – Audrina - Nicole "Snooki" Polizzi – Jersey Shore          | - Hazug csajok társasága - Keeping Up with the Kardashians - So You Think You Can Dance - Elcserélt lányok - Teen Wolf – Farkasbőrben                                                                      |
| Legjobb színész nyári sorozatban | Legjobb színésznő nyári sorozatban |
| - Ian Harding – Hazug csajok társasága - Keegan Allen – Hazug csajok társasága - Lucas Grabeel – Elcserélt lányok - Tyler Posey – Teen Wolf – Farkasbőrben - Noah Wyle – Éghasadás                       | - Lucy Hale – Hazug csajok társasága - Troian Bellisario – Hazug csajok társasága - Vanessa Marano – Elcserélt lányok - Raven-Symoné – State of Georgia - Crystal Reed – Teen Wolf – Farkasbőrben          |

### Zene
| Legjobb férfi zenész | Legjobb női zenész |
| --- | --- |
| - Justin Bieber - Jason Derulo - CeeLo Green - Enrique Iglesias - Bruno Mars | - Taylor Swift - Adele - Lady Gaga - Katy Perry - Rihanna |
| Legjobb együttes | Legjobb R&B/Hip-Hop zenész |
| - Selena Gomez & the Scene - The Black Eyed Peas - Far East Movement - A Glee – Sztárok leszünk! stábja - The Script                                                                                       | - Eminem - Lupe Fiasco - Nicki Minaj - Pitbull - Kanye West |
| Legjobb rockzenész | Legjobb férfi countryzenész |
| - Paramore - Foo Fighters - Linkin Park - OneRepublic - Thirty Seconds to Mars | - Keith Urban - Jason Aldean - Luke Bryan - Brad Paisley - Blake Shelton |
| Legjobb női countryzenész | Legjobb countryegyüttes |
| - Taylor Swift - Miranda Lambert - Jennette McCurdy - Kellie Pickler - Carrie Underwood | - Lady Antebellum - The Band Perry - Little Big Town - Rascal Flatts - Steel Magnolia |
| Legjobb zeneszám | Legjobb countryszám |
| - "Who Says" – Selena Gomez & the Scene - "Born This Way" – Lady Gaga - "Firework" – Katy Perry - "Give Me Everything" – Pitbull ft. Afrojack, Ne-Yo, Nayer - "The Time (Dirty Bit)" – The Black Eyed Peas | - "Mean" – Taylor Swift - "Country Girl (Shake It for Me)" – Luke Bryan - "Honey Bee" – Blake Shelton - "If I Die Young" – The Band Perry - "Just a Kiss" – Lady Antebellum                                                     |
| Legjobb rockszám | Legjobb R&B/Hip-Hopszám |
| - "Monster" – Paramore - "Good Life" – OneRepublic - "Rope" – Foo Fighters - "Sing" – My Chemical Romance - "Waiting for the End" – Linkin Park                                                            | - "Run the World (Girls)" – Beyoncé - "All of the Lights" – Kanye West ft. Rihanna - "Don't Wanna Go Home" – Jason Derulo - "I Need a Doctor" – Dr. Dre ft. Eminem, Skylar Grey - "Just Can't Get Enough" – The Black Eyed Peas |
| Legjobb szerelmes szám | Legjobb szakítós szám |
| - "Love You Like a Love Song" – Selena Gomez & the Scene - "Come Down with Love" – Allstar Weekend - "Just the Way You Are" – Bruno Mars - "Mine" – Taylor Swift - "Teenage Dream" – Katy Perry            | - "Back to December" – Taylor Swift - "Forget You" – CeeLo Green - "Grenade" – Bruno Mars - "Rolling in the Deep" – Adele - "See No More" – Joe Jonas                                                                           |
| Legkiemelkedőbb zenész | Legjobb nyári szám |
| - Bruno Mars - Adele - Javier Colon - Scotty McCreery - Wiz Khalifa | - "Skyscraper" – Demi Lovato - "Last Friday Night" – Katy Perry - "The Lazy Song" – Bruno Mars - "Party Rock Anthem" – LMFAO ft. Lauren Bennett. GoonRock - "Super Bass" – Nicki Minaj                                          |
| Legjobb férfi nyári zenész | Legjobb női nyári zenész |
| - Bruno Mars - Jason Derulo - David Guetta - Lil Wayne - Pitbull | - Katy Perry - Beyoncé - Selena Gomez - Demi Lovato - Britney Spears |

### Egyéb
| Legszexibb férfi                                                                          | Legszexibb nő |
| ----------------------------------------------------------------------------------------- | --- |
| - Justin Bieber - Joe Jonas - Taylor Lautner - Robert Pattinson - Ian Somerhalder         | - Selena Gomez - Nina Dobrev - Kim Kardashian - Minka Kelly - Mila Kunis |
| Legjobb humorista                                                                         | Legjobb férfi atléta |
| - Ellen DeGeneres - Jimmy Fallon - George Lopez - Andy Samberg - Daniel Tosh              | - Shaun White - Jon Jones - Dirk Nowitzki - Manny Pacquiao - Alex Rodriguez |
| Legjobb női atléta                                                                        | Legjobb férfi divatikon |
| - Shawn Johnson - Danica Patrick - Maria Sharapova - Lindsey Vonn - Serena Williams       | - Zac Efron - Justin Bieber - Chris Colfer - Jaden Smith - Justin Timberlake |
| Legjobb női divatikon                                                                     | Legjobb vámpír |
| - Taylor Swift - Miley Cyrus - Vanessa Hudgens - Lady Gaga - Jennifer Lopez               | - Robert Pattinson – Alkonyat-sorozat (Edward Cullen) - Nina Dobrev – Vámpírnaplók (Elena Gilbert) - Nikki Reed – Alkonyat-sorozat (Rosalie Hale) - Alexander Skarsgård – True Blood – Inni és élni hagyni (Eric Northman) - Ian Somerhalder – Vámpírnaplók (Damon Salvatore) - Paul Wesley – Vámpírnaplók (Stefan Salvatore) |
| Legjobb közösségi sztár                                                                   | Legidegesítőbb személy |
| - Rebecca Black - Keenan Cahill - Shane Dawson - Elle and Blair Fowler - Sgt. Scott Moore | - Justin Bieber - Ellen DeGeneres - Ashton Kutcher - Demi Lovato - Homer Simpson |

## Műsorvezetők
A gálán az alábbi műsorvezetők működtek közre:
- Allstar Weekend
- Ashley Greene
- Avril Lavigne
- Blake Lively
- Cameron Diaz
- Cat Deeley
- Charice
- Christopher Mintz-Plasse
- Daniel Radcliffe
- Demi Lovato
- Ed Helms
- Emma Stone
- Ian Somerhalder
- Jason Bateman
- Joe Jonas
- Joel McHale
- John Cena
- Justin Bieber
- Kat Graham
- Katie Leclerc
- Kendall Jenner
- Kellan Lutz
- Kylie Jenner
- Khloé Kardashian
- Kim Kardashian
- Kourtney Kardashian
- Lucy Hale
- Nikki Reed
- Nina Dobrev
- Paul Wesley
- Rachel Bilson
- Rebecca Black
- Rupert Grint
- Shane West
- Shaun White
- Taylor Lautner
- Taylor Swift
- The Miz
- Tom Felton
- Tyler Posey
- Tyra Banks
- Vanessa Marano
- Zooey Deschanel

## Fordítás
- Ez a szócikk részben vagy egészben  a(z)   2011 Teen Choice Awards című angol Wikipédia-szócikk fordításán alapul.  Az eredeti cikk szerkesztőit annak laptörténete sorolja fel. Ez a jelzés csupán a megfogalmazás eredetét és a szerzői jogokat jelzi, nem szolgál a cikkben szereplő információk forrásmegjelöléseként.